# فالکون و سرباز زمستان
فالکون و سرباز زمستان (انگلیسی: The Falcon and the Winter Soldier) یک مینی‌سریال آمریکایی است که مالکوم اسپلمن برای دیزنی پلاس ساخته‌است و بر پایهٔ شخصیت‌های سم ویلسون / فالکون و باکی بارنز / سرباز زمستان از مارول کامیکس ساخته شده‌است. این مجموعه در دنیای سینمایی مارول (MCU) ساخته شده‌است و داستان آن را با فیلم‌های فرانچایز به اشتراک می‌گذارد و پس از ماجراهای فیلم انتقام جویان: پایان بازی روایت می‌شود. این سریال توسط مارول استودیوز ساخته شده‌است و شورانر و کاری اسکاگلند با یکدیگر کارگردانی این سریال را به عهده دارند.
آنتونی مکی و سباستین استن نقش‌های خود را در نقش فالکون و سرباز زمستان به ترتیب از مجموعه فیلم‌ها تکرار می‌کنند. دانیل برول، امیلی ونکمپ و وایت راسل نیز ستاره‌های این سریال هستند.
از سپتامبر ۲۰۱۸، مارول استودیوز در حال ساخت سریال‌های محدودی برای دیزنی +، با محوریت حمایت از شخصیت‌های کمتر مشهور فیلم‌های MCU بود، فاش شد که یکی از سریال‌های درحال ساخت دربارهٔ شخصیت‌های فالکون و سرباز زمستان بوده‌است. اسپلمن در اکتبر ۲۰۱۸ استخدام شد و ساخت این سریال در آوریل ۲۰۱۹ با بازی آنتونی مکی و سباستین استن به‌طور رسمی تأیید شد. اسکاگلند ماه بعد استخدام شد. فیلمبرداری در اکتبر ۲۰۱۹ در آتلانتا، جورجیا آغاز شد. سریال فالکون و سرباز زمستان از ۱۹ مارس ۲۰۲۱ شروع به پخش شد و در ۲۳ آوریل ۲۰۲۱ با ۶ قسمت به پایان رسید.

## داستان
داستان سریال فالکون و سرباز زمستان شش ماه پس از رویداد بلیپ و تحویل دادن سپر کاپیتان آمریکا توسط استیو راجرز به سم ویلسون جریان دارد. سم در حال کار با نیروی هوایی ایالات متحده در خارج از کشور به منظور نجات یک گروگان از دست گروهی تروریستی به نام LAF به رهبری جورجس باتروک بود. همکار ویلسون یعنی خواکین تورس در مورد گروه آنارشیست فلگ اسمشرها (پرچم شکن‌ها) برای او مختصری توضیح داد. تورس فعالیت این گروه را در سوئیس بررسی کرد اما در هنگام سرقت از بانک توسط یکی از آن‌ها مورد حمله قرار گرفت. ویلسون که استفاده از عنوان کاپیتان آمریکا را برای خود ممکن نمی‌دانست، سرانجام تصمیم گرفت تا سپر را به مؤسسه اسمیتسونین تسلیم کند و به جیمز رودز توضیح داد که احساس می‌کند سپر هنوز به راجرز تعلق دارد. مدت کوتاهی پس از آن، در حالی که سم در کار خانوادگی‌شان در لوئیزیانا به خواهرش سارا کمک می‌کرد، متوجه شد که دولت ایالات متحده کاپیتان جدیدی را تعیین کرده‌است که این فرد کاپیتان جان واکر بود.
باکی بارنز که توسط دولت ایالات متحده مورد عفو قرار گرفته بود، از این انتصاب خشمگین شد و در این باره با ویلسون بحث و جدلی داشت که ویلسون از تصمیم خود دفاع کرد. بارنز به همراه ویلسون به مونیخ رفت، جایی که فلگ اسمشرها در حال حمل واکسن‌هایی بودند. آن‌ها در هنگام تلاش برای مبارزه با این گروه متوجه شدند که این آنارشیست‌ها همه توسط یک سرم ابر سرباز تقویت شده‌اند و از این رو آن‌ها در برابر این گروه با چالش روبرو شدند. واکر به همراه همکارش لمار هاسکینز برای کمک به صحنه رسید اما شکست خورد. ویلسون و بارنز با وجود این که گرفتار این درگیری بودند، از همکاری با واکر و هاسکینز امتناع کردند. پس از عدم موفقیت در این درگیری، ویلسون و بارنز به بالتیمور سفر کردند و با آیزایا بردلی دیدار کردند. آیزایا یک ابر سرباز از جنگ کره بود که ۳۰ سال زندانی شده بود و به منظور آزمایش خون توسط هایدرا مورد استفاده قرار گرفته بود. بردلی به دلیل حضور بارنز در آن جا، هر دوی ویلسون و بارنز را از خانه‌اش بیرون کرد.
کمی بعد بارنز به دلیل نرفتن به یکی از جلسه‌های درمان اجباری دستگیر شد، با این حال او توسط واکر آزاد شد. بارنز پس از رد درخواست واکر برای همکاری، تصمیم گرفت تا به برلین برود و برای دستیابی به اطلاعاتی پیرامون سرم ابر سرباز با هلموت زیمو دیدار کند. او و ویلسون در قبال دریافت این اطلاعات زیمو را از زندان فراری دادند. در ادامهٔ داستان، این سه برای یافتن مغز متفکر پشت احیای مجدد سرم، به مادریپور سفر کردند و با یک تبهکار بزرگ به نام سلبی ملاقات کردند. سلبی فاش کرد که ویلفرد ناگل برای تولید این مایع توسط پاور بروکر (کارگزار قدرت) استخدام شده‌است. زمانی که هویت جعلی ویلسون در این مأموریت به خاطر یک تماس افشا شد، نقشه به هم ریخت و آن‌ها مجبور به فرار شدند. در جریان این اتفاق سلبی کشته شد و این موضوع باعث شد تا جایزه‌ای برای سر این سه فرد گذاشته شود. آن‌ها کمی بعد در آنجا با شارون کارتر دیدار کردند، کسی که برای سرقت سپر کاپیتان آمریکا تحت تعقیب بود و در مادریپور مستقر شده بود. شارون آن‌ها را به سمت آزمایشگاه ناگل هدایت کرد، و ناگل برای آن‌ها افشا کرد که رهبر فلگ اسمشرها یعنی کارلی مورگنتا ۲۰ ویال سرم را به سرقت برده‌است. زیمو در یک اقدام ناگهانی ناگل را کشت و سپس همه از آزمایشگاه خارج شدند. کارتر در مادریپور باقی ماند و ویلسون به او قول عفو شدن او را داد. بعد از این که فلگ اسمشرها به یک انبار تأمین کننده مربوط به شورای جهانی بازگردانی (GRC) حمله کردند و آنجا را تخریب کردند، زیمو برای جستجوی مورگنتا، گروه را به سمت لتونی هدایت کرد.
در زمان حضور در لتونی، بارنز با عضو دورا میلاجه یعنی آیو روبرو شد، کسی که از بارنز به خاطر آزاد کردن زیمو عصبانی بود. او هشت ساعت به بارنز فرصت داد تا زیمو را دستگیر کند. زیمو آن‌ها را به سمت یک محل تشییع جنازه که مورگنتا در آن شرکت داشت برد، جایی که آن‌ها با واکر و هاسکینز روبرو شدند. ویلسون به تنهایی به دیدار مورگنتا رفت و مورگنتا برای ویلسون توضیح داد که اقدامات او برای جلوگیری از جابجایی برنامه‌ریزی شده پناهندگان و مبارزه با GRC است. ویلسون تلاش کرد تا مورگنتا را متقاعد کند که به مبارزات خود پایان دهد، اما واکر که بی‌صبرانه منتظر دستگیر کردن او بود وارد شد و یک درگیری ایجاد شد. زیمو به مورگنتا حمله کرد و شروع به تخریب ویال‌های باقیمانده سرم کرد. با این حال یکی از ویال‌ها که از چشم او دور مانده بود توسط واکر برداشته شد. مدتی بعد دورا میلاجه برای دستگیری زیمو وارد عمل شد، اما چون واکر حاضر به تحویل دادن وی به دلیل صلاحیت قضایی نشد، یک درگیری میان آن‌ها شکل گرفت که منجر به فرار زیمو شد. مورگنتا طی تماسی با خواهر سم یعنی سارا ویلسون، او را تهدید کرد، و سم و بارنز را مجبور کرد تا به ملاقات او بیایند، چرا که می‌خواست آن‌ها را با هدف خود هم مسیر کند. واکر و هاسکینز از راه رسیدند و منجر به یک درگیری دیگر شدند که در این درگیری مورگنتا به‌طور تصادفی هاسکینز را کشت. واکر برای گرفتن انتقام یکی از اعضای این گروه را تعقیب کرد و با سپر خود در جلوی چشم مردم به طرز وحشیانه‌ای او را کشت.
از این رو ویلسون و بارنز با واکر روبرو شدند و با زور سپر را از او گرفتند، و دولت ایالات متحده نیز عنوان کاپیتان آمریکا را وی گرفت. سپس در مقطعی زنی مرموز به نام والنتینا الگرا د فونتین با واکر دیدار کرد و به او پیشنهاد همکاری داد. در همین حین بارنز به ردگیری زیمو در سوکویا پرداخت و او را به دورا تحویل داد تا مابقی عمرش را دررفت سپری کند. ویلسون لباس بال‌دار خود که در نبرد با واکر آسیب دیده بود را به تورس سپرد و دوباره به دیدار بردلی در بالتیمور رفت. بردلی پس از بیان گذشته غم‌انگیز خود برای ویلسون، به او گفت که هیچ سیاه‌پوستی هرگز نمی‌خواهد که کاپیتان آمریکا باشد. ویلسون در بازگشت به خانه در لوئیزیانا، به سارا کمک کرد تا قایق خانوادگی‌شان را تعمیر کند، و در همین زمان بارنز با جعبه‌ای از واکاندا بازگشت. سپس ویلسون و بارنز با سپر تمرین کردند و توافق کردند که کینه‌های گذشته خود را کنار بگذارند و با هم به صورت تیمی کار کنند.
در ادامه داستان، کارتر مخفیانه باتروک را به کار گرفت و به او مأموریت داد که به عنوان جاسوس در برنامه حمله به GRC در شهر نیویورک به فلگ اسمشرها بپیوندد. ویلسون جعبه رسیده از واکاندا را باز کرد و درون آن یک لباس بال‌دار جدید با نقش کاپیتان آمریکا را یافت. او سرانجام برای مقابله با آنارشیست‌ها، عنوان کاپیتان آمریکا را قبول کرد. کمی بعد کارتر در تلاش برای امنیت اعضای GRC به بارنز پیوست. واکر با یک سپر دست‌ساز وارد صحنه شد، به این امید که یک بار و برای همیشه مورگنتا را بکشد. با این حال، او از انتقام خود دست کشید تا اعضای GRC را از خطر نجات دهد. در مقطعی کارتر با مورگنتا روبرو شد و موقعیت جدیدی را در کنار خود به او پیشنهاد کرد. کمی بعد باتروک در آنجا حضور پیدا کرد و از هویت کارتر به عنوان پاور بروکر آگاه شد. مورگنتا نیز پی برد که باتروک به عنوان جاسوس استخدام شده‌است. وقتی باتروک برای دانستن این حقیقت از کارتر باج‌خواهی کرد، کارتر زیر بار نرفت و به او شلیک کرد. ویلسون از مبارزه کردن با مورگنتا امتناع کرد و سعی کرد با او استدلال کند، اما وقتی او تهدید به کشتن ویلسون کرد، کارتر او را نیز کشت.
ویلسون که تحت تأثیر مورگنتا قرار گرفته بود، GRC را متقاعد کرد تا تلاش خود برای انتقال مجدد را کنار بگذارد و در عوض مستقیماً به افراد آواره شده کمک کند. اعضای باقیمانده از فلگ اسمشرها دستگیر شدند و قرار بود به رفت منتقل شوند، اما آن‌ها در مسیر توسط خدمتکار زیمو یعنی اوزنیک کشته شدند.
در پایان داستان فالکون و سرباز زمستان، واکر توسط د فونتین به عنوان مأمور یو.اس. استخدام شد. بارنز نیز از افرادی که تحت عنوان سرباز زمستان مورد ظلم قرار گرفته بودند حلالیت طلبید. ویلسون بردلی را به اسمیتسونین برد و بنای یادبودی از بردلی را به او نشان داد تا داستان او جاودانه شود. در حالی که ویلسون، بارنز و مردم محلی از جشنی در لوئیزیانا لذت می‌بردند، کارتر رسماً توسط دولت ایالات متحده مورد عفو قرار گرفت. با این حال این موضوع به او امکان می‌داد تا به منابع دولتی دسترسی مستقیم داشته باشد و خریدارانش در مادریپور را تضمین کند.

## بازیگران و شخصیت‌ها

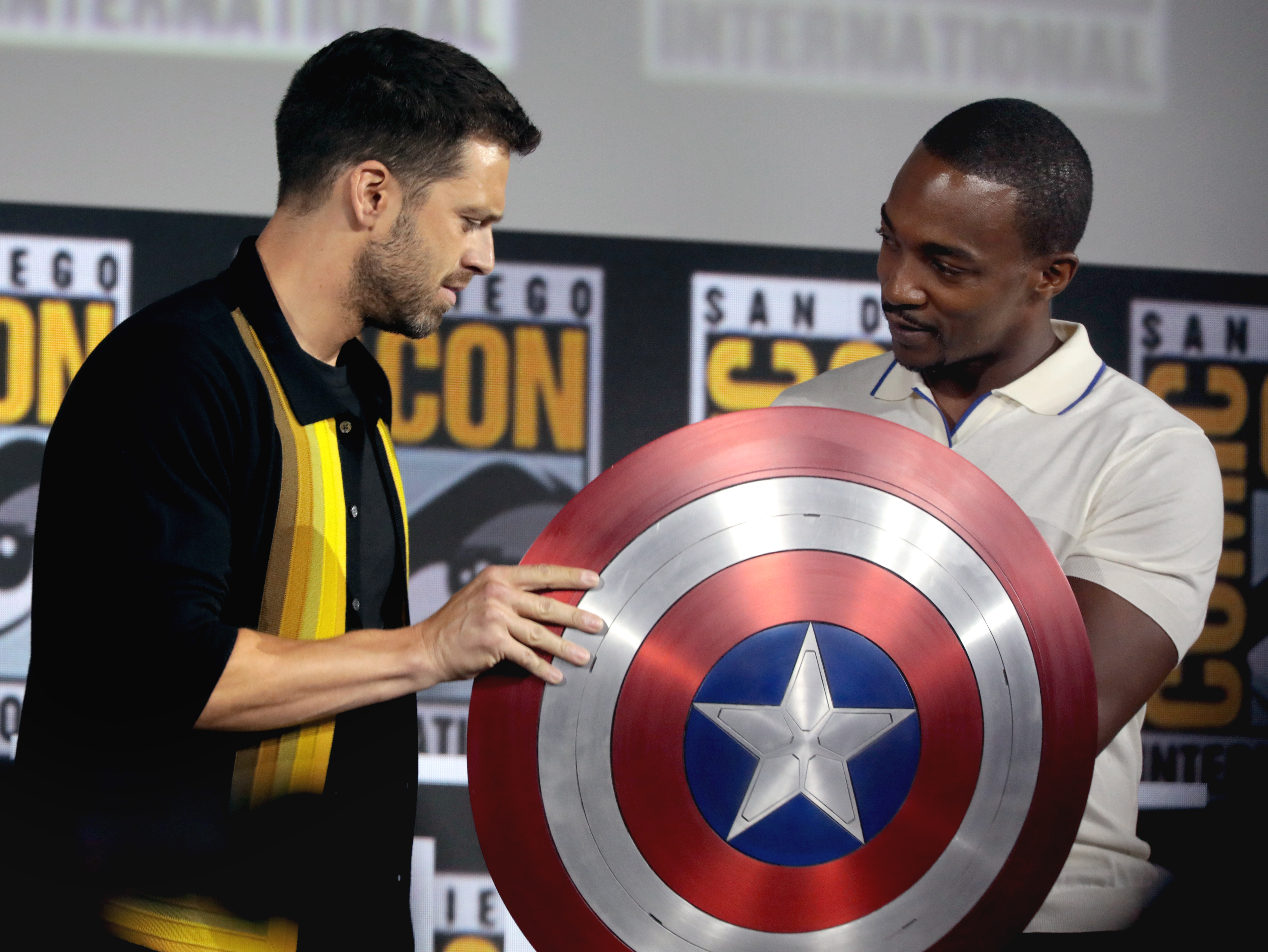
استن و مکی در سریال کامیک-کان سن دیگو ۲۰۱۹ برای تبلیغ این سریال

- آنتونی مکی درنقش سم ویلسون / فالکون:
یک کماندو سابق که توسط ارتش برای نبردهای هوایی و با استفاده از یک بسته مخصوص که برای پرواز طراحی شده آموزش دیده بود.[۲] در پایان فیلم انتقام جویان: پایان بازی (۲۰۱۹)،[۳] کاپیتان آمریکا سپر خود را به او می‌دهد، اما در طول سریال او همچنان به استفاده از تجهیزات خود ادامه می‌دهد.[۴]
- سباستین استن درنقش باکی بارنز / سرباز زمستان:
یک ابرسرباز و بهترین دوست استیو راجرز، که پس از اینکه تصور می‌شد در جریان جنگ جهانی دوم در طول نبردی کشته شده، توسط هایدرا شستشوی مغزی داده شده بود.
- دانیل برول درنقش هلموت زیمو: هلموت زیمو که به زیمو مشهور است در فیلم کاپیتان آمریکا:جنگ داخلی به عنوان شخصیتی شرور شناخته شد. وی خانواده خود را در جریان فیلم انتقام جویان:عصر اولتران از دست داده بود باعث فروپاشی انتقام جویان شد و سپس توسط پلنگ سیاه دستگیر شد. بعدها مشخص شد که او سال‌ها درحال نبرد با تیم‌های ابرانسانی بودی و با پروژه ابرسربازها مخالف بوده‌است.[۵]
- امیلی ونکمپ درنقش شارون کارتر: مأمور سابق شیلد و خواهرزاده پگی کارتر، که بعد از فروپاشی سازمان شیلد در طی فیلم کاپیتان آمریکا:سرباز زمستان برای سی.آی. ای کار می‌کند که در اواخر سریال مشخص شد او کارگزار قدرت است.[۶]
- وایت راسل در نقش جان واکر/مامور آمریکا
- دان چیدل در نقش جیمز رودس/ماشین جنگ
- جولیا لوئی درایفوس در نقش والنتینا الگرا د فانتین

## تولید

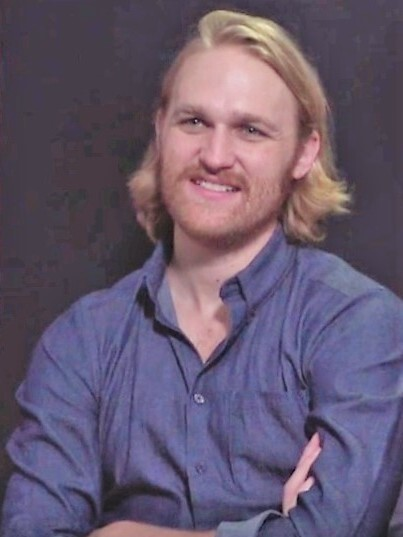
جیمز گیلمور با وایت راسل بازیگر و جولیوس اوری کارگردان درباره Overlord مصاحبه می کند.

### توسعه
در سپتامبر ۲۰۱۸، گزارش شد که مارول استودیوز در حال توسعه مجموعه ای چند سریال کوتاه برای سرویس استریم دیزنی + است، که با حمایت از شخصیت‌های فیلم‌های دنیای سینمایی مارول که به آن‌ها زیاد پرداخته نشده بودند ساخته می‌شود. از بازیگرانی که کاراکترها را در فیلم‌ها نقش آفرینی می‌کردند انتظار می‌رفت که در این سریال لهای کوتاه نیز نقش‌های خود را دوباره ایفا کنند. احتمالاً اکثر این سریال‌ها شش تا هشت قسمت داشته باشند و «بودجه» سنگینی برای یک تولید بزرگ استودیویی داشته باشد. این سریال‌ها توسط مارول استودیوز ساخته می‌شود و نه تلویزیون مارول که سریال‌های تلویزیونی دیگری را برای MCU تولید کرده بود. کوین فایگی، در ساخت هر سری، «نقش دستی» ایفا می‌کند. با تمرکز بر «پیوستگی داستان» همراه فیلم‌ها و «دستکاری کردن» بازیگرانی که می‌توانند نقش‌های خود را از این فیلم‌ها دوباره نقش آفرینی کنند.
در پایان ماه اکتبر ۲۰۱۸، مالکوم اسپلمن استخدام شد تا نویسندگی فیلمنامه یک سریال کوتاه که متمرکز بر شخصیت‌های سم ویلسون / فالکون و باکی بارنز / سرباز زمستان را به عهده بگیرد.
مارول و دیزنی ساخت این سریال را در آوریل ۲۰۱۹ با عنوان فالکون و سرباز زمستان رسماً اعلام کردند. ماه بعد، اعلام شد مینی سریال شامل شش قسمت است و کاری اسکاگلند برای کارگردانی استخدام شده‌است. گزارش شد که بودجه هر قسمت ۲۵ میلیون دلار است.

### نویسندگان
مالکوم اسپلمن نویسندگی سریال را برعهده دارد. دریک کولستاد در ژوئیه ۲۰۱۹ به تیم نویسندگی سریال پیوست.

### بازیگری
با اعلام رسمی این سریال در آوریل ۲۰۱۹ تأیید شد که مکی و استن به ترتیب در نقشهای ویلسون و بارنز در سریال خود دوباره بازی می‌کنند. ماه بعد، دانیل برول و امیلی ونکمپ وارد مذاکره شدند تا به ترتیب از نقش‌هایی که در فیلم‌ها به نام‌های هلموت زیمو و شارون کارتر شناخته می‌شوند در این سریال حضور پیدا کنند. برول برای این سریال در ژوئیه ۲۰۱۹ تأیید شد، و ونکمپ هم یک ماه بعد وقتی که اعلام شد وایت راسل قرار است در سریال‌ها به عنوان جان واکر بازی کند، تأیید شد.

### فیلمبرداری
فیلمبرداری در ۲۱ اکتبر ۲۰۱۹ در آتلانتا، جورجیا در استودیوهای پاین وود، با عنوان کاری تگ تیم، با کارگردانی اسکاگلند آغاز شد.

## انتشار
شاهین و سرباز زمستان از ۱۹ مارس ۲۰۲۱ به صورت هفتگی در دیزنی + منتشر می‌شود، و شامل شش قسمت خواهد بود که به صورت هفتگی و به‌طور هم‌زمان منتشر می‌شود. ددلاین هالیوود قبلاً گزارش داده بود که پخش این سریال در اوت سال ۲۰۲۰ آغاز خواهد شد. ولی پخش سریال به دلیل دنیاگیری کووید-۱۹ به تعویق افتاد.